# I Don't Feel Hate
I Don't Feel Hate is een lied van de Duitse zanger Jendrik Sigwart. Het nummer was de inzending van Duitsland voor het Eurovisiesongfestival 2021 in Rotterdam.
Op 6 februari 2021 werd door de NDR bekendgemaakt dat Sigwart Duitsland zou gaan vertegenwoordigen. Op 25 februari werd het nummer gepresenteerd. Op het festival kreeg het lied 3 punten van de vakjury's en geen enkel van de televoters, waardoor het voorlaatste werd.

## Videoclip
De videoclip is met een laag budget gemaakt. Het verhaal speelt zich af in een wasserette die Jendrik Sigwart zelf gemaakt heeft door middel van kapotte wasmachines. In de videoclip is een 'middelvingerkostuum' verwerkt, maar dit is voor het optreden op het Eurovisiesongfestival gewijzigd naar een vredesteken.